# Buenaventura Joglar
Buenaventura Joglar Amandi (Asturias, España, 1845 – Chile, 16 de octubre de 1907) fue un comerciante español, conocido por ser el fundador de la comuna chilena de Villa Alemana.

## Biografía
Buenaventura Joglar Amandi nació en Asturias, España, en 1845, en el seno de una familia modesta. Desde joven mostró una gran afición por la lectura, lo que le permitió conocer el Nuevo Mundo y, motivado por su curiosidad, decidió emprender un viaje hacia América.
Inicialmente, Joglar trabajó en Cuba, pero las dificultades climáticas y de adaptación lo llevaron a seguir su travesía hacia el sur del continente. Su siguiente destino fue Venezuela, donde permaneció algunos meses antes de continuar su viaje. También pasó por Ecuador y Perú, pero no se asentó en ninguno de estos países.
En 1875, a los 30 años, llegó al puerto de Valparaíso, Chile, donde sus habilidades comerciales y su carácter sociable le permitieron integrarse rápidamente en la sociedad local. Se destacó como miembro de la Sociedad Protectora Española, organización de la que fue fundador y primer presidente.
Un viaje a la localidad de Peñablanca lo llevó a interesarse en la viña Miraflores, una propiedad del ciudadano italiano Nicanor Lombardi, la cual compró posteriormente en 1883. Allí estableció su hogar con su esposa, Adelaida Fuentes, con quien tuvo diez hijos. Después de algunos años, Joglar decidió parcelar y vender estos terrenos, lo que atrajo a numerosos inmigrantes alemanes. Este proceso influyó en el origen del nombre de la comuna de Villa Alemana.
Buenaventura Joglar falleció el 16 de octubre de 1907, a los 62 años, debido a un ataque cardíaco.

## Legado
Actualmente, la Segunda Compañía de Bomberos de Villa Alemana lleva su nombre en honor a su contribución al desarrollo de la ciudad.